# Chrosomus cumberlandensis
Chrosomus cumberlandensis là một loài cá vây tia trong họ Cyprinidae.
Nó chỉ được tìm thấy ở Hoa Kỳ.